# Estación de Boulogne - Jean Jaurès
Boulogne - Jean Jaurès es una estación del metro de París situada al oeste de la capital, en la comuna de Boulogne. Forma parte de la línea 10 situándose en uno de los extremos del bucle de Auteuil.

## Historia
Fue inaugurada el 3 de octubre de 1980 con la ampliación de la línea 10 desde Auteuil hacia Boulogne. Durante casi un año, hasta el 2 de octubre de 1981, fue uno de los terminales de la línea.
Debe su nombre al político francés, y fundador del diario L'Humanité Jean Jaurès que fue asesinado por Raoul Villain días antes de empezar la Primera Guerra Mundial por posicionarse en contra de dicho conflicto. Es el único personaje que da nombre a dos estaciones de la red, ésta y Jaurès.

## Descripción
Se compone de un único andén central y de dos vías. No sigue el clásico diseño en bóveda ya que tanto sus paredes como el techo son totalmente rectos.